# Ida Sterno
Ida Sterno (née en 1902 à Bucarest et morte à Bruxelles le 14 mai 1964) est une assistante sociale d'origine juive roumaine, membre du Comité de défense des Juifs (CDJ). Elle met au point, avec Yvonne Jospa et Maurice Heiber un plan de sauvetage des enfants juifs de Belgique. En mai 1944, elle est arrêtée et détenue durant quatre mois par la Gestapo à Malines. Elle échappe à la déportation grâce à l'avancée des troupes alliées lors de la libération. Jusqu'à sa mort, elle maintint des contacts avec ceux dont elle s'était occupée. Après la guerre, elle travailla un temps pour l'Aide aux israélites victimes de la guerre (AIVG) qui remplaça le CDJ et l'Association des Juifs en Belgique (AJB - dissoute en août 1944).

## Biographie
Ida Sterno est née en 1902 à Bucarest dans une famille juive non religieuse, relativement bourgeoise. En 1916, elle rejoint à Liège son frère aîné, Mayer Sterno, qui y fait des études d’ingénieur. C'est sans doute lui qui l'inscrit à l’Orphelinat rationaliste, le premier orphelinat laïque de Belgique qui dispense un enseignement fondé sur la laïcité. Marie Mulle (1894-1964), qui en est la directrice de 1910 à 1917, soutient Ida Sterno et l'oriente vers les études de service social. Après un bref retour en Roumanie, la jeune fille décide en effet de s'installer définitivement en Belgique, entre autres pour échapper à l'esprit traditionaliste de sa famille.
Ida Sterno s’installe dès 1916 à Bruxelles. En 1923 elle introduit une demande d’établissement définitif en Belgique, pour rester auprès de ses frères et suivre des études de Service social. La même année, elle s’inscrit à l’École centrale de Service social. Elle est une des premières étudiantes de cet établissement neutre, politiquement et confessionnellement, qui forme, en deux ans à la profession d'assistant ou d'auxiliaire social. Elle passe deux ans aux États-Unis pour se former au travail social en entreprise et, en 1936, travaille pendant un an, au service de l’Éducation des grands magasins À l’Innovation à Bruxelles.
En 1936, lors de la Guerre civile espagnole, elle s'engage dans l'aide aux enfants réfugiés espagnols.
Elle est ensuite  surintendante du service social à l’Usine de gaz et électricité du Hainaut mais doit abandonner ce poste à cause des mesures antijuives adoptées à la suite de l'occupation de la Belgique par les nazis. Elle épouse Victor Hendrickx, un non-juif mais ils ne cohabiteront jamais et il s'agit probablement d'un mariage blanc, pour échapper à la répression contre les juifs.
En août 1942, au moment où commencent les premières grandes rafles, Herzt Jospa, communiste et membre Front de l’Indépendance (FI) prend l'initiative de créer le Comité de Défense des Juifs (CDJ) qui devient un noyau de résistance dont les membres proviennent de divers horizons religieux ou politiques. Maurice Heider organise la commission Enfance avec un réseau, qui comptera jusqu'à vingt femmes, divisé en trois groupes : l'un est chargé de repérer les enfants à cacher, l'autre de placer ces enfants et le troisième groupe est chargé de la partie administrative. Ida Sterno entre au CDJ par l'entremise d'Yvonne Jospa, également assistante sociale, et prend en charge du groupe Placement, sous le nom de code Mademoiselle Jeanne.. À son tour, elle va recruter Andrée Geulen et Paule Renard. Lorsque Maurice Heiber est arrêté en mai 1943, Yvonne Jospa prend en charge ses responsabilités de direction.
Lorsque, en mai 1943, les Allemands font une descente dans l’école Gatti de Gamond et arrêtent les 12 enfants juifs présents ainsi que la directrice, Odile Ovart et son mari, Rémy Ovart, Ida Sterno va loger dans un appartement loué par Andrée Geulen sous un faux nom.
Ida Sterno est arrêtée le 29 mai 1944, alors qu'elle échange des informations avec Fela Liwer-Perelman, dans le café Beau Séjour. Les deux femmes sont juives et actives au sein du CDJ. Fela Liwer-Perelman a une carte officielle du CDJ et seule Ida Sterno est arrêtée. Elle réussit cependant à glisser des documents en sa possession sur une chaise voisine. Après des interrogatoires durant lesquels elle ne révèle rien, elle est transférée dans le camp de rassemblement (SS Juden Sammellager Mecheln) à la Caserne Dossin de Malines où elle reste détenue quatre mois, jusqu'à la libération,,. Plus tard, elle apprend que des personnes du CDJ sont intervenues en sa faveur, faisant même appel à la Reine Elisabeth, ce qui a peut-être contribué à la sauver de la déportation.
Après la guerre, Ida Sterno reprend son travail social et aide les juifs survivants jusqu'à sa mort d'une crise cardiaque à Bruxelles, le 14 mai 1964.
Une partie du fichier d'Ida Sterno, reprenant les noms des enfants et les coordonnées de leurs familles d'accueil, a été retrouvé et est conservé au Musée juif de Bruxelles.